# Rubus leucandrus
Rubus leucandrus är en rosväxtart som beskrevs av Wilhelm Olbers Focke. Rubus leucandrus ingår i släktet rubusar, och familjen rosväxter. Inga underarter finns listade i Catalogue of Life.